# Leichtathletik-Länderkampf der Männer 1939 Deutschland – Jugoslawien / Deutschland – Rumänien
| 6. Leichtathletik-Länderkampf mit deutscher Beteiligung 1939                   | 6. Leichtathletik-Länderkampf mit deutscher Beteiligung 1939 |               |
| ------------------------------------------------------------------------------ | ------------------------------------------------------------ | ------------- |
|                                                                                |                                                              |               |
| Ländervergleich der Männer: Deutschland – Jugoslawien / Deutschland – Rumänien |                                                              |               |
| Austragungsort                                                                 | Klagenfurt                                                   |               |
| Wettbewerbe                                                                    | 17                                                           |               |
| Datum                                                                          | 29./30. Juli 1939                                            |               |
| 1. GER 2. YUG                                                                  | 108,5 Punkte 065,5 Punkte                                    |               |
| 1. GER 2. ROU                                                                  | 116,0 Punkte 058,0 Punkte                                    |               |
| Chronik                                                                        |                                                              |               |
| ← ITA-GER (M)                                                                  | GER-NLD (F) →                                                | GER-NLD (F) → |

Im sechsten Vergleich des Länderkampfjahres 1939 stellten sich Deutschlands Leichtathleten gleich zwei Gegnern. Am 29./30. Juli traten sie in Klagenfurt gegen Jugoslawien und Rumänien an. Auf Jugoslawien war Deutschland 1925 im Rahmen eines Fünf-Länderkampfs mit Österreich, der Tschechoslowakei und Ungarn bereits einmal getroffen, während es mit Rumänien zuvor noch keinen Vergleich gegeben hatte. Den Fünf-Länderkampf hatten Deutschlands Sportler damals siegreich beendet, Jugoslawien hatte Platz fünf belegt.

## Wettbewerbe und Modus
Im gegenüber anderen Länderkämpfen erweiterten Wettbewerbsprogramm fehlten im Vergleich zum Angebotskatalog bei Olympischen Spielen die vier Laufdisziplinen 10.000 Meter, Marathon, 400 Meter Hürden und 3000 Meter Hindernis. Nicht ausgetragen wurden außerdem das Gehen und der Zehnkampf. Die Veranstaltung wurde verteilt auf zwei Tage durchgeführt.
Jede der drei Nationen trat in den Einzelwettbewerben mit jeweils zwei Startern an, in den Staffeln mit jeweils einem Team. Die Wertung erfolgte dann entsprechend der Platzierungen getrennt einmal für den Vergleich zwischen Deutschland und Jugoslawien und zum anderen für das Aufeinandertreffen zwischen Deutschland und Rumänien. In den Einzeldisziplinen wurde nach dem inzwischen meist üblichen Verfahren gewertet, das heißt: Pl. 1: 5 P, Pl. 2: 3 P, …, Pl. 4: 1 P. In den Staffeln wurden jeweils vier zu eins Punkte verteilt.

## Ergebnis
Obwohl Deutschlands Athleten mit einem kompletten Team aus der zweiten oder sogar dritten Reihe angetreten war, entschieden sie den Großteil der Wettbewerbe in beiden Länderkämpfen für sich. Teil der deutschen Mannschaft waren auch zahlreiche Sportler aus den 1938 annektierten Gebieten Österreich und der Tschechoslowakei. Dazu zählten beispielsweise die Österreicher Robert Struckl, Karl Leban, Johann Langmayr, Tschechoslowake Heinz Lorenz, … Im Bereich Lauf lag Jugoslawien auf beiden Mittelstrecken vor Deutschland. Rumänien setzte sich über 1500 Meter gegen Deutschland durch. In den technischen Disziplinen lagen im Weitsprung sowohl Jugoslawien als auch Rumänien vor Deutschland. Der Dreisprung ging an Rumänien, das Kugelstoßen an Jugoslawien. Alle weiteren Wettbewerbe gewann Deutschland. In der Gesamtwertung siegte Deutschland in beiden Vergleichen. Gegen Jugoslawien lautete der Endstand 108,5 zu 65,5 Punkte, gegen Rumänien 116 zu 58 Punkte.

## Legende
Kurze Übersicht zur Bedeutung der Symbolik – so üblicherweise auch in sonstigen Veröffentlichungen verwendet:
| DNF | nicht im Ziel (did not finish) |

## Resultate

### 100 m
| Platz | Athlet         | Land | Zeit (s) | Länderkampfwertung | Länderkampfwertung |
| ----- | -------------- | ---- | -------- | ------------------ | ------------------ |
| 1     | Fritz Müller   | GER  | 10,8     | 1. GER 2. YUG      | 8 P 3 P            |
| 2     | Robert Struckl | GER  | 10,9     | 1. GER 2. YUG      | 8 P 3 P            |
| 3     | Stefanović     | YUG  | 11,1     | 1. GER 2. YUG      | 8 P 3 P            |
| 4     | Kling          | YUG  | 11,2     | 1. GER 2. ROU      | 8 P 3 P            |
| 5     | Christea       | ROU  | 11,2     | 1. GER 2. ROU      | 8 P 3 P            |
| 6     | Ludu           | ROU  | 11,4     | 1. GER 2. ROU      | 8 P 3 P            |

Datum: 29. Juli

### 200 m
| Platz | Athlet         | Land | Zeit (s) | Länderkampfwertung | Länderkampfwertung |
| ----- | -------------- | ---- | -------- | ------------------ | ------------------ |
| 1     | Fritz Müller   | GER  | 22,1     | 1. GER 2. YUG      | 8 P 3 P            |
| 2     | Robert Struckl | GER  | 22,3     | 1. GER 2. YUG      | 8 P 3 P            |
| 3     | Christea       | ROU  | 22,8     | 1. GER 2. YUG      | 8 P 3 P            |
| 4     | Kling          | YUG  | 23,2     | 1. GER 2. ROU      | 8 P 3 P            |
| 5     | Stefanović     | YUG  | 23,4     | 1. GER 2. ROU      | 8 P 3 P            |
| 6     | Moina          | ROU  | 24,0     | 1. GER 2. ROU      | 8 P 3 P            |

Datum: 30. Juli

### 400 m
| Platz | Athlet         | Land | Zeit (s) | Länderkampfwertung | Länderkampfwertung |
| ----- | -------------- | ---- | -------- | ------------------ | ------------------ |
| 1     | Gerhard Rose   | GER  | 49,5     | 1. GER 2. YUG      | 8 P 3 P            |
| 2     | Karl Krisper   | GER  | 50,7     | 1. GER 2. YUG      | 8 P 3 P            |
| 3     | Nemec          | ROU  | 52,2     | 1. GER 2. YUG      | 8 P 3 P            |
| 4     | Despot         | YUG  | 52,3     | 1. GER 2. ROU      | 8 P 3 P            |
| 5     | Feri Pleteršek | YUG  | 52,5     | 1. GER 2. ROU      | 8 P 3 P            |
| 6     | Lazar          | ROU  | 52,6     | 1. GER 2. ROU      | 8 P 3 P            |

Datum: 30. Juli

### 800 m
| Platz | Athlet       | Land | Zeit (min) | Länderkampfwertung | Länderkampfwertung |
| ----- | ------------ | ---- | ---------- | ------------------ | ------------------ |
| 1     | Emil Goršek  | YUG  | 1:55,5     | 1. YUG 2. GER      | 6 P 5 P            |
| 2     | Kurt Ritter  | GER  | 1:55,9     | 1. YUG 2. GER      | 6 P 5 P            |
| 3     | Kiß          | ROU  | 1:56,4     | 1. YUG 2. GER      | 6 P 5 P            |
| 4     | Heinz Lorenz | GER  | 1:56,5     | 1. GER 2. ROU      | 7 P 4 P            |
| 5     | Nabernik     | YUG  | 2:00,9     | 1. GER 2. ROU      | 7 P 4 P            |
| 6     | Lapusan      | ROU  | 2:20,6     | 1. GER 2. ROU      | 7 P 4 P            |

Datum: 29. Juli

### 1500 m
| Platz | Athlet        | Land | Zeit (min) | Länderkampfwertung | Länderkampfwertung |
| ----- | ------------- | ---- | ---------- | ------------------ | ------------------ |
| 1     | Kiß           | ROU  | 3:59,9     | 1. YUG 2. GER      | 8 P 3 P            |
| 2     | Emil Goršek   | YUG  | 4:01,1     | 1. YUG 2. GER      | 8 P 3 P            |
| 3     | Košir         | YUG  | 4:02,6     | 1. YUG 2. GER      | 8 P 3 P            |
| 4     | Anton Krainer | GER  | 4:03,4     | 1. ROU 2. GER      | 6 P 5 P            |
| 5     | Karl Leban    | GER  | 4:03,9     | 1. ROU 2. GER      | 6 P 5 P            |
| 6     | lonitza       | ROU  | 4:08,5     | 1. ROU 2. GER      | 6 P 5 P            |

Datum: 30. Juli

### 5000 m
| Platz | Athlet           | Land | Zeit (min) | Länderkampfwertung | Länderkampfwertung |
| ----- | ---------------- | ---- | ---------- | ------------------ | ------------------ |
| 1     | Hermann Eberlein | GER  | 15:03,8    | 1. GER 2. YUG      | 8 P 3 P            |
| 2     | Franz Eder       | GER  | 15:37,2    | 1. GER 2. YUG      | 8 P 3 P            |
| 3     | Kotnik           | YUG  | 16:01,6    | 1. GER 2. YUG      | 8 P 3 P            |
| 4     | Hornig           | YUG  | 16:39,4    | 1. GER 2. ROU      | 8 P 2 P            |
| 5     | Ionitza          | ROU  | 16:47,7    | 1. GER 2. ROU      | 8 P 2 P            |
| DNF   | Toderio          | ROU  |            | 1. GER 2. ROU      | 8 P 2 P            |

Datum: 30. Juli

### 110 m Hürden
| Platz | Athlet          | Land | Zeit (s) | Länderkampfwertung | Länderkampfwertung |
| ----- | --------------- | ---- | -------- | ------------------ | ------------------ |
| 1     | Ernst Leitner   | GER  | 15,3     | 1. GER 2. YUG      | 7 P 4 P            |
| 2     | Ehrlich         | YUG  | 15,7     | 1. GER 2. YUG      | 7 P 4 P            |
| 3     | Johann Langmayr | GER  | 15,7     | 1. GER 2. YUG      | 7 P 4 P            |
| 4     | Negru           | ROU  | 16,9     | 1. GER 2. ROU      | 8 P 3 P            |
| 5     | Jurgosić        | YUG  | 17,2     | 1. GER 2. ROU      | 8 P 3 P            |
| 6     | Maiesciuc       | ROU  | 17,5     | 1. GER 2. ROU      | 8 P 3 P            |

Datum: 29. Juli

### 4 × 100 m Staffel
| Platz | Besetzung       | Land                                                       | Zeit (s) | Länderkampfwertung | Länderkampfwertung |
| ----- | --------------- | ---------------------------------------------------------- | -------- | ------------------ | ------------------ |
| 1     | Deutsches Reich | Arthur Blaschke Robert Struckl Fritz Müller Wilhelm Doujak | 42,9     | 1. GER 2. YUG      | 4 P 1 P            |
| 2     | Jugoslawien     | Stefanović Vane Ivanović Radonić Kling                     | 43,0     | 1. GER 2. ROU      | 4 P 1 P            |
| 3     | Rumänien        | Lazar Moina Ludu Christea                                  | 43,6     | 1. GER 2. ROU      | 4 P 1 P            |

Datum: 30. Juli

### 4 × 400 m Staffel
| Platz | Besetzung       | Land                                               | Zeit (min) | Länderkampfwertung | Länderkampfwertung |
| ----- | --------------- | -------------------------------------------------- | ---------- | ------------------ | ------------------ |
| 1     | Deutsches Reich | Heinz Lorenz Karl Krisper Gerhard Rose Kurt Ritter | 3:16,9     | 1. GER 2. YUG      | 4 P 1 P            |
| 2     | Jugoslawien     | Despot Skusen Klinar Marković                      | 3:24,6     | 1. GER 2. ROU      | 4 P 1 P            |
| 3     | Rumänien        | Lazar Lapusar Nemec Kiß                            | 3:34,3     | 1. GER 2. ROU      | 4 P 1 P            |

Datum: 30. Juli

### Hochsprung
| Platz | Athlet            | Land | Höhe (m) | Länderkampfwertung | Länderkampfwertung |
| ----- | ----------------- | ---- | -------- | ------------------ | ------------------ |
| 1     | Fritz Flachberger | GER  | 1,80     | 1. GER 2. YUG      | 7 P 4 P            |
| 2     | Micić             | YUG  | 1,80     | 1. GER 2. YUG      | 7 P 4 P            |
| 3     | Arthur Blaschke   | GER  | 1,80     | 1. GER 2. YUG      | 7 P 4 P            |
| 4     | Martini           | YUG  | 1,70     | 1. GER 2. ROU      | 8 P 3 P            |
| 5     | Jost              | ROU  | 1,70     | 1. GER 2. ROU      | 8 P 3 P            |
| 6     | Stoichitescu      | ROU  | 1,65     | 1. GER 2. ROU      | 8 P 3 P            |

Datum: 30. Juli

### Stabhochsprung
| Platz | Athlet         | Land | Höhe (m) | Länderkampfwertung | Länderkampfwertung |
| ----- | -------------- | ---- | -------- | ------------------ | ------------------ |
| 1     | Alfred Proksch | GER  | 3,70     | 1. GER 2. YUG      | 8 P 3 P            |
| 2     | Alois Eding    | GER  | 3,50     | 1. GER 2. YUG      | 8 P 3 P            |
| 2     | Lenert         | YUG  | 3,50     | 1. GER 2. YUG      | 8 P 3 P            |
| 4     | Ivanus         | YUG  | 3,40     | 1. GER 2. ROU      | 8 P 3 P            |
| 5     | Maiesciuc      | ROU  | 3,40     | 1. GER 2. ROU      | 8 P 3 P            |
| 6     | Banffi         | ROU  | 3,30     | 1. GER 2. ROU      | 8 P 3 P            |

Datum: 29. Juli

### Weitsprung
| Platz | Athlet         | Land | Weite (m) | Länderkampfwertung | Länderkampfwertung |
| ----- | -------------- | ---- | --------- | ------------------ | ------------------ |
| 1     | Lenert         | YUG  | 6,93      | 1. YUG 2. GER      | 6 P 5 P            |
| 2     | Stoichitescu   | ROU  | 6,85      | 1. YUG 2. GER      | 6 P 5 P            |
| 3     | Wilhelm Doujak | GER  | 6,84      | 1. YUG 2. GER      | 6 P 5 P            |
| 4     | Fritz Müller   | GER  | 6,74      | 1. GER 2. ROU      | 6 P 5 P            |
| 5     | Urbić          | YUG  | 6,53      | 1. GER 2. ROU      | 6 P 5 P            |
| 6     | Jost           | ROU  | 6,20      | 1. GER 2. ROU      | 6 P 5 P            |

Datum: 29. Juli

### Dreisprung
| Platz | Athlet           | Land | Weite (m) | Länderkampfwertung | Länderkampfwertung |
| ----- | ---------------- | ---- | --------- | ------------------ | ------------------ |
| 1     | Callistrat       | ROU  | 14,27     | 1. YUG 2. GER      | 7 P 5 P            |
| 2     | Wilhelm Doujak   | GER  | 14,18     | 1. YUG 2. GER      | 7 P 5 P            |
| 3     | Jovicević        | YUG  | 14,09     | 1. YUG 2. GER      | 7 P 5 P            |
| 4     | Stoichitos       | ROU  | 13,91     | 1. ROU 2. GER      | 7 P 4 P            |
| 5     | Micić            | YUG  | 13,55     | 1. ROU 2. GER      | 7 P 4 P            |
| 6     | Emmerich Czensch | GER  | 13,45     | 1. ROU 2. GER      | 7 P 4 P            |

Datum: 30. Juli

### Kugelstoßen
| Platz | Athlet           | Land | Weite (m) | Länderkampfwertung | Länderkampfwertung |
| ----- | ---------------- | ---- | --------- | ------------------ | ------------------ |
| 1     | Aleksa Kovačević | YUG  | 14,36     | 1. YUG 2. GER      | 6 P 5 P            |
| 2     | Fritz Coufal     | GER  | 13,87     | 1. YUG 2. GER      | 6 P 5 P            |
| 3     | Eduard Füßl      | GER  | 13,79     | 1. YUG 2. GER      | 6 P 5 P            |
| 4     | Gurau            | ROU  | 13,75     | 1. GER 2. ROU      | 8 P 3 P            |
| 5     | Gurcić           | YUG  | 12,06     | 1. GER 2. ROU      | 8 P 3 P            |
| 6     | Petre Havaleț    | ROU  | 11,95     | 1. GER 2. ROU      | 8 P 3 P            |

Datum: 29. Juli

### Diskuswurf
| Platz | Athlet           | Land | Weite (m) | Länderkampfwertung | Länderkampfwertung |
| ----- | ---------------- | ---- | --------- | ------------------ | ------------------ |
| 1     | Hermann Tunner   | GER  | 47,31     | 1. GER 2. YUG      | 8 P 3 P            |
| 2     | Petre Havaleț    | ROU  | 44,58     | 1. GER 2. YUG      | 8 P 3 P            |
| 3     | Eduard Füßl      | GER  | 42,77     | 1. GER 2. YUG      | 8 P 3 P            |
| 4     | Gurcić           | YUG  | 40,01     | 1. GER 2. ROU      | 7 P P              |
| 5     | Gurau            | ROU  | 39,96     | 1. GER 2. ROU      | 7 P P              |
| 6     | Aleksa Kovačević | YUG  | 39,00     | 1. GER 2. ROU      | 7 P P              |

Datum: 30. Juli

### Hammerwurf
| Platz | Athlet          | Land | Weite (m) | Länderkampfwertung | Länderkampfwertung |
| ----- | --------------- | ---- | --------- | ------------------ | ------------------ |
| 1     | Walter Beyer    | GER  | 54,53     | 1. GER 2. YUG      | 8 P 3 P            |
| 2     | Sebastian Mayr  | GER  | 52,99     | 1. GER 2. YUG      | 8 P 3 P            |
| 3     | Milan Stepišnik | YUG  | 47,69     | 1. GER 2. YUG      | 8 P 3 P            |
| 4     | Biro            | ROU  | 45,94     | 1. GER 2. ROU      | 8 P 3 P            |
| 5     | Pedro Goić      | YUG  | 44,44     | 1. GER 2. ROU      | 8 P 3 P            |
| 6     | Gurau           | ROU  | 24,33     | 1. GER 2. ROU      | 8 P 3 P            |

Datum: 29. Juli

### Speerwurf
| Platz | Athlet             | Land | Weite (m) | Länderkampfwertung | Länderkampfwertung |
| ----- | ------------------ | ---- | --------- | ------------------ | ------------------ |
| 1     | Alois Eding        | GER  | 66,66     | 1. GER 2. YUG      | 7 P 4 P            |
| 2     | Rudolf Markušić    | YUG  | 60,51     | 1. GER 2. YUG      | 7 P 4 P            |
| 3     | Ernst Zahlbruckner | GER  | 59,84     | 1. GER 2. YUG      | 7 P 4 P            |
| 4     | Jadrlic            | YUG  | 52,13     | 1. GER 2. ROU      | 8 P 3 P            |
| 5     | Biro               | ROU  | 45,80     | 1. GER 2. ROU      | 8 P 3 P            |
| 6     | Mosberger          | ROU  | 42,99     | 1. GER 2. ROU      | 8 P 3 P            |

Datum: 30. Juli